# Урава
Урава (яп. 浦和市 Урава-Си) являлся городом, расположенным в префектуре Сайтама, Япония.
1 мая 2001 года Урава был объединен с городами Омия и Ёно, в город Сайтама.
С 1 апреля 2003 года район бывшего города Урава разделили на 4 городских района нового города Сайтама: Урава-ку, Мидори-ку, Минами-ку и Сакура-ку. Ратуша и здание правительства префектуры Сайтама расположены в районе Урава-ку.

## История

### От периода Эдо
В эпоху Эдо область, которая стала впоследствии городом Урава, процветала как одна из 69 почтовых станций или городов, дороги Накасандэ - Центрального горного тракта, почтовой дорожной сети Гокайдо. Накасандэ была одной из пяти дорог сети Гокайдо в период Эдо, и одной из двух соединяющих Эдо (современный Токио) и Киото. Но Урава был не такой большой почтовый город, как Ивацуки, который являлся единственным замковым городом в районе современного города Сайтама.

### От Эпохи Мэйдзи
В 1869 году было создано префектурное правительство префектуры Урава.
В 1871 году Ивацуки, Урава и Префектуры Оши объединились, чтобы сформировать префектуру Сайтама, а Урава стал столицей этой новой префектуры.
Великое землетрясение Канто 1923 года привело к сильным повреждениям Токио и многих близлежащих городов. Несмотря на то, что Урава располагался относительно не далеко Токио, он получил меньше урона, чем Токио, Йокогама и другие города в регионе Канто, поэтому многие интеллектуалы, особенно художники, переехали в Ураву, и эта старая городская почтовая станция начала расти в современный город.
В 1934 году несколько соседних деревень вместе с Урава слились в единый новый город Урава.

### Город Сайтама
1 мая 2001 года Урава был объединен с городами Омия и Ёно в новый город Сайтама. В то время в городе насчитывалось 488000 человек.
1 апреля 2003 года, когда Сайтама стал городом, определённым указами правительства, бывший город Урава был разделен на 4 городских района нового города Сайтама: Урава-ку, Мидори-ку, Минами-ку и Сакура-ку.